# Distretto storico di Montgomery Street-Columbus Circle
Il distretto storico di Montgomery Street-Columbus Circle è un distretto storico situato a Syracuse nello stato di New York. Venne aggiunto al registro nazionale dei luoghi storici nel 1980.

## Proprietà contributive
|    | Nome                                             | Immagine | Data      | Stile             | Indirizzo                 | Descrizione |
| -- | ------------------------------------------------ | -------- | --------- | ----------------- | ------------------------- | --- |
| 1  | Edificio Hills                                   |          | 1928      | Neogotico         | 217 Montgomery Street     | Edificio per uffici con struttura portante in acciaio                                                                |
| 2  | Edificio commerciale al 305 di Montgomery Street |          | ca. 1890  |                   | 305 Montgomery Street     | Edificio di 4 piani in mattone                                                                                       |
| 3  | Cattedrale episcopale di San Paolo               |          | 1885-1907 | Neogotico         | 310 Montgomery Street     | Chiesa in pietra calcarea aggiunta separatamente al registro nazionale dei luoghi storici nel 1978                   |
| 4  | Onondaga Historical Society Building             |          | 1895-96   | Federale          | 311 Montgomery Street     | Edificio di 5 piani in mattone e terracotta aggiunta separatamente al registro nazionale dei luoghi storici nel 1973 |
| 5  | Edificio commerciale al 315 di Montgomery Street |          | ca. 1890  |                   | 315 Montgomery Street     | Edificio di 6 piani in mattone                                                                                       |
| 6  | Tempio massonico                                 |          | 1915-1917 | Neoclassico       | 320 Montgomery Street     | Edificio di 5 piani in mattone                                                                                       |
| 7  | New York Telephone Building                      |          | 1906      | Neorinascimentale | 321 Montgomery Street     | Edificio per uffici di 5 piani con struttura portante in acciaio e facciata in mattone e terracotta                  |
| 8  | Pomeroy Building                                 |          | ca. 1930  | Stile missionario | 327 Montgomery Street     | Edificio di 2 piani                                                                                                  |
| 9  | Carnegie Library                                 |          | 1902-05   | Beaux Arts        | 335 Montgomery Street     | Facciata in pietra calcarea e granito                                                                                |
| 10 | YMCA                                             |          | 1905      | Federale          | 340 Montgomery Street     | Edificio di 7 piani in mattone, ingrandito negli anni 1950                                                           |
| 11 | Fourth Onondaga County Courthouse                |          | 1904-06   | Beaux Arts        | 401 Montgomery Street     | Progettato da Archimedes Russell e Melvin L. King                                                                    |
| 12 | First Baptist Church and Mizpah Tower            |          | 1912      | Neogotico         | 215 East Jefferson Street | Uso residenziale e religioso                                                                                         |
| 13 | Cattedrale dell'Immacolata Concezione            |          | 1846      | Neoromanico       | 239 East Onondaga Street  | Chiesa in pietra calcarea. La torre venne progettata da Archimedes Russell                                           |
| 14 | First Gospel Church                              |          | 1846      | Neogreco          | 304 East Onondaga Street  | |
| 15 | Statua di Cristoforo Colombo                     |          | ca. 1930  |                   | Center of circle          | Statua su piedistallo creata in Italia                                                                               |